# Heterogonium pluriseriatum
Heterogonium pluriseriatum är en ormbunkeart som beskrevs av Holtt. Heterogonium pluriseriatum ingår i släktet Heterogonium och familjen Tectariaceae. Inga underarter finns listade.